# Mango (fruct)
Mango este fructul arborelui de manghier (Mangifera indica L.), un arbore fructifer din familia Anacardiaceae, originar din sudul și sud-estul Asiei, din India de Est până în Filipine și introdus cu succes în Brazilia, Angola, Mozambic, Portugalia și Spania.